# May Irwin

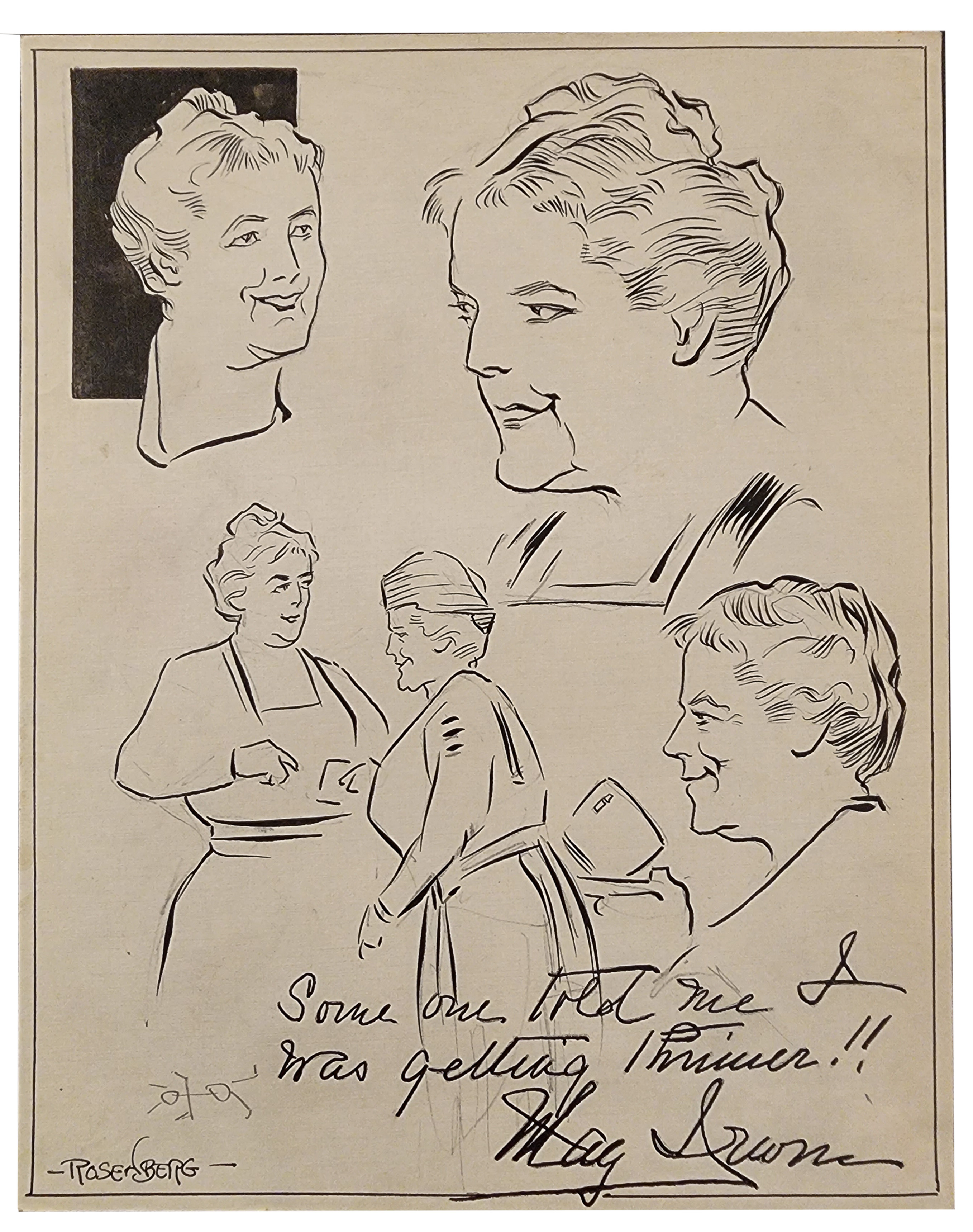
Dibujos firmados de May Irwin por Manuel Rosenberg para el Cincinnati Post 1920

May Irwin (nacida Georgina May Campbell; 27 de junio de 1862 – 22 de octubre de 1938) fue actriz, cantante y estrella de vodevil. Originaria de Canadá, ella y su hermana Flo Irwin encontraron trabajo en el teatro tras la muerte de su padre. Fue conocida por sus actuaciones como coon shouter y por sus grabaciones.

## Primeros años y carrera
Nacida el 27 de junio de 1862 en Whitby, Canadá Oeste, con el nombre de Georgina May Campbell, su padre, Robert E. Campbell, falleció cuando ella tenía 13 años; su madre, Sophoria Jane Draper, preocupada por los escenarios y necesitada de dinero, animó a May y a su hermana mayor Adeline Flora ("Flo" o "Addie") a actuar. Crearon un grupo de canto, conocido como "Irwin Sisters," que debutó en el Adelphi Theatre de la cercana Búfalo, Nueva York, en diciembre de 1874. A finales de 1877, sus carreras habían progresado y fueron contratadas para actuar en el Metropolitan Theater de Nueva York y, posteriormente, en el Tony Pastor Theatre, un popular music hall neoyorquino.

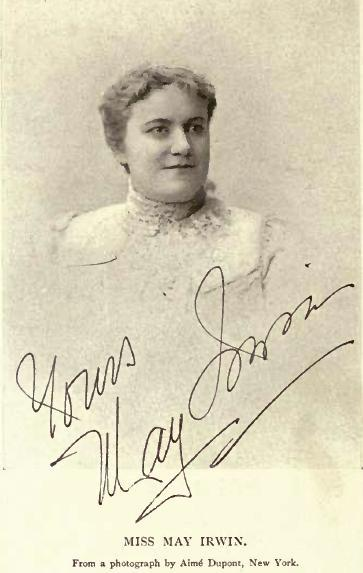
Miss May Irwin

Las hermanas demostraron ser lo suficientemente populares como para obtener puestos fijos durante los seis años siguientes, tras los cuales May, de 21 años, se independizó. Entre 1883 y 1887 se unió a la compañía de Augustin Daly, donde hizo su primera aparición en un escenario teatral. Esta comediante era conocida por su capacidad de improvisación. Tuvo un éxito inmediato y debutó en los escenarios de Londres en el Toole's Theatre en agosto de 1884. A los 25 años, ganaba 2.500 dólares a la semana. En 1886, su marido durante ocho años, Frederick W. Keller, murió inesperadamente. Su hermana Flora se casó con el senador del estado de Nueva York Thomas F. Grady.
A principios de la década de 1890, Irwin se había casado por segunda vez y había desarrollado su carrera como artista de vodevil con un número conocido en la época como "Coon Shouting", en el que interpretaba canciones de influencia-afroestadounidense. En el espectáculo de Broadway de 1895 The Widow Jones, presentó "The Bully Song", que se convirtió en su número característico. La actuación también incluía un beso prolongado, que fue visto por Thomas Edison, quien contrató a Irwin y a su coprotagonista John C. Rice para repetir la escena en una película. En 1896, la producción del quinetoscopio de Edison, The Kiss, se convirtió en el primer beso en pantalla de la historia del cine.
Entre sus propias obras figuran " The Widow Jones", " The Swell Miss Fitzswell", "Courted Into Court", "Kate Kip-Buyer", y "Sister Mary".

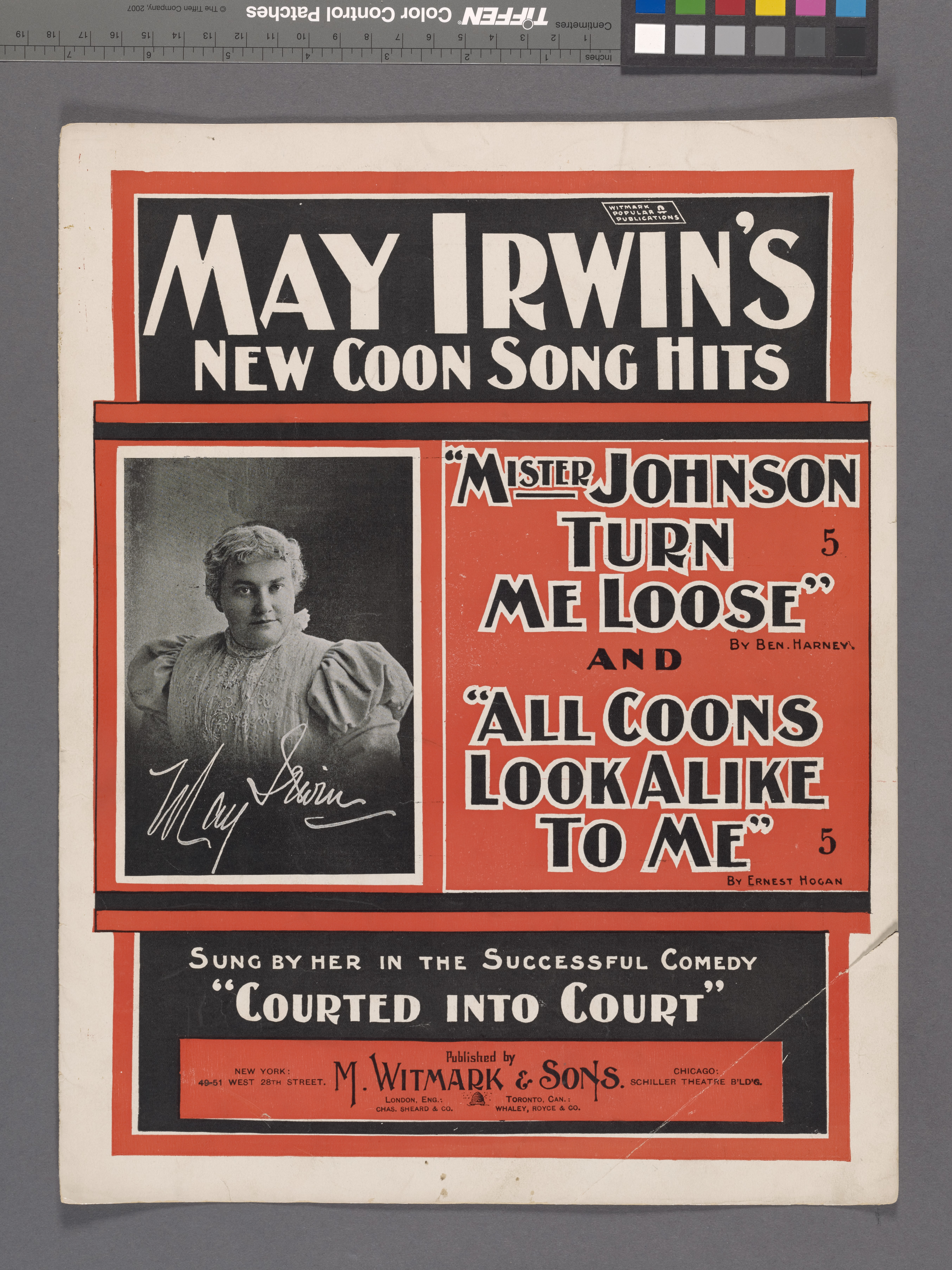
Portada de las partituras de una de las canciones de Irwin interpretadas originalmente en el musical de Broadway Courted Into Court.

Además de actuar y cantar, Irwin también escribió la letra de varias canciones, entre ellas "Hot Tamale Alley", con música de George M. Cohan. En 1907 se casó con su representante, Kurt Eisfeldt, y empezó a grabar discos para Berliner/Victor. Se conservan varias de estas grabaciones, que dan una idea del atractivo de la actriz.
La figura pechugona de Irwin estaba muy de moda en aquella época y, combinada con su encantadora personalidad, la convirtió en una de las intérpretes más queridas de Estados Unidos durante más de treinta años. En 1914, hizo su segunda aparición en películas mudas, esta vez en la adaptación de la obra de George V. Hobart, Mrs. Black is Back, producida por la Famous Players Film Company de Adolph Zukor y rodada en su propia casa de Nueva York. De esta película se conservan imágenes fijas de May.
Irwin, una artista muy bien pagada, fue una astuta inversora y se convirtió en una mujer muy rica. Pasó mucho tiempo en una casa de verano en la apartada Club Island, una pequeña isla frente a Grindstone Island, en las Islas Thousand, y en su casa de invierno en Merritt Island, Florida, antes de retirarse a una granja cerca de Clayton, Nueva York, donde con el tiempo se bautizaría una calle en su honor.
Irwin se retiró en 1925.

## Vida personal
May Irwin estuvo casada dos veces. Su primer matrimonio fue con Frederick W. Keller, de San Luis, desde 1878 hasta la muerte de éste en 1886. Desde 1907 hasta el final de su vida estuvo casada con Kurt Eisfeldt. La pareja vivía en West 44th Street, Nueva York.
Irwin tuvo dos hijos de su primer matrimonio, Walter Keller (nacido c. 1879, cuando ella tenía 17 años) y Harry Keller (nacido en 1882, cuando ella tenía 20 años).

## Muerte
May Irwin falleció en Nueva York el 22 de octubre de 1938, a la edad de 76 años. Está enterrada en el cementerio de Kensico en Valhalla, Nueva York.

## Filmografía
| Año  | Título                               | Papel                     | Notas                         |
| ---- | ------------------------------------ | ------------------------- | ----------------------------- |
| 1896 | The Kiss                             | The Widow Jones           | Cortometraje                  |
| 1905 | The Whole Dam Family and the Dam Dog | Mrs. Dam                  | Cortometraje, Sin acreditar   |
| 1914 | Mrs. Black Is Back                   | Mrs. Black                |                               |
| 1915 | The Incorrigible Dukane              | Una trabajadora doméstica | Sin acreditar                 |
| 1936 | Fashions in Love                     |                           | Cortometraje, archive footage |

## Trabajos citados
- Foster, Charles (2000). Stardust and Shadows: Canadians in Early Hollywood. Dundurn Press. ISBN 1550023489.

## Lectura adicional
Ammen, Sharon (2016). May Irwin: Singing, Shouting, and the Shadow of Minstrelsy. Urbana, Chicago, and Springfield: University of Illinois Press. ISBN 0252040651.